# Dansstudio IJvi Hagelstein
Dansstudio IJvi Hagelstein is een dansschool in het Vlaamse Schelle. De dansstudio werd op 7 oktober 1988 in Wemmel opgericht door IJvi Hagelstein.
Sinds 1991 dansen leerlingen van de studio mee bij Samson & Gert. Die groep krijgt de naam Samsonballet. Van 1993 tot 1997 vinden de activiteiten van de dansstudio plaats in Wolvertem waar een grotere sportzaal gevonden wordt. Het ledenaantal van de studio is opgelopen tot 500. In oktober 1997 vindt de studio een nieuwe locatie met drie danszalen in de productielokalen van Studio 100 in Schelle.
De dansschool bestaat uit twee delen: een recreatieve school en een voorbereidende professionele school. Op de recreatieve school wordt lesgegeven in ballet, jazzdans, hiphop, straatdans en tapdansen. De voorbereidende professionele school (YAA) bestaat uit selecties opgedeeld in zes groepen. Zij verzorgen veel optredens, vooral voor Studio 100. Tot de producties behoort ook de jaarlijkse Samson en Gert Kerstshow.

## Young Artist Academy
Young Artist Academy is de voorbereidende professionele opleiding van de dansstudio. Deze opleiding ontstond in 1992 en begon in 1997 haar samenwerking met Studio 100. De drie verschillende opleidingen binnen de Young Artist Academy zijn de dans, de hiphopdansers en het zangkoor. Deze worden dan ingeschakeld voor allerlei opdrachten in samenhang met Studio 100 en Ketnet zoals De Grote Sinterklaasshow, Samson en Gert-shows, Het Zomerfestival te Ahoy, Kadanza, K3, Ghost Rockers enz.
Deze opleiding is enkel toegankelijk voor jongeren die geslaagd zijn voor de audities. Verder moeten ze een strikt lessenrooster volgen, waarop ze verplicht aanwezig moeten zijn. De lessen worden gegeven door professionele docenten, zoals Kristof Aerts, Ijvi Hagelstein en Giovanni Kemper. In de lessen wordt het accent gelegd op techniek, beleving en zeker discipline om zo te kinderen hun grenzen proberen te verleggen en zo de jongeren op een hoger niveau te brengen. Omdat deze opleiding niet voor iedereen is weggelegd, is er binnen de dansstudio ook nog een hobbyschool waar iedereen welkom is.
In 2013 nam het koor van de Young Artist Academy deel aan Belgium’s Got Talent; het bereikte uiteindelijk de halve finales.